# Eugène Carrière
Pour les articles homonymes, voir Carrière.
Eugène Carrière est un peintre, enseignant et lithographe français, né le 16 janvier 1849 à Gournay-sur-Marne (Seine-Saint-Denis) et mort le 27 mars 1906 à Paris.
Artiste symboliste, il eut une influence sur l'éclosion du fauvisme.

## Biographie
Eugène Anatole Carrière est le fils de Léon Camille Joseph Carrière, directeur d'assurances, et d'Élisabeth Wetzel ; le couple a une autre fils, Ernest, céramiste. Il est élève d'Alexandre Cabanel à l'École des beaux-arts de Paris et demeure au 50, boulevard du Montparnasse à Paris au début de sa carrière. Il reçoit des commandes pour des peintures qui ornent l'hôtel de ville de Paris et la Sorbonne, ainsi que pour des sujets religieux. Son projet de triptyque Le Christ en croix restera à l'état d'ébauche.

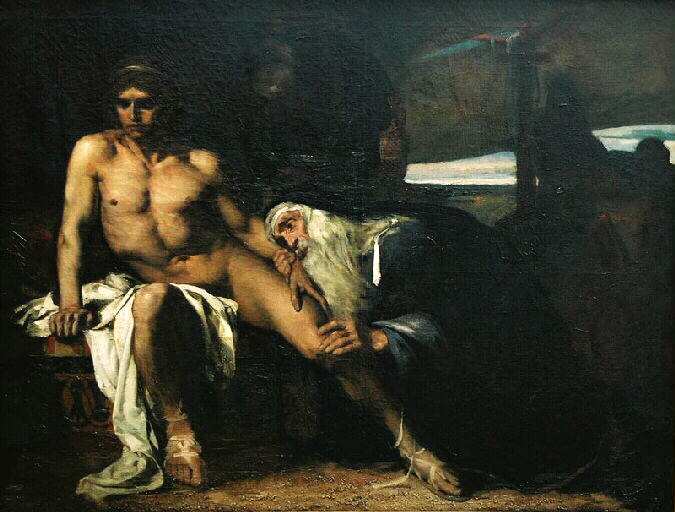
Priam aux pieds d'Achille pour qu'il lui remette le corps d'Hector (1876), musée des Beaux-Arts de Pau.

Eugène Carrière concourt au prix de Rome en 1876, où il est classé premier à l’esquisse mais échoue dans les loges. Ce morceau de concours conservé par le musée du Nouveau Monde à La Rochelle est déposé au musée des Beaux-Arts de Pau. Cette œuvre témoigne d'une formation classique et du goût dominant de l’Académie, loin de la production postérieure de l’artiste. La même année, il expose pour la première fois au Salon.
Il est l'ami d'Auguste Rodin et d'Antoine Bourdelle. Son œuvre a influencé Henri Matisse et Pablo Picasso. Ivan Pokhitonov travaille dans son atelier dans les années 1877-1880. Carrière est également lié à des écrivains dont il exécute les portraits, comme Paul Verlaine, Stéphane Mallarmé, Alphonse Daudet, Anatole France ou Henri Rochefort. Il a exprimé des convictions socialistes et s'est joint au mouvement dreyfusard.
En 1898, il fonde rue de Rennes l'académie Carrière, où des peintres comme Henri Matisse, André Derain, Jean Puy, Francis Jourdain ou Valentine Val sont élèves ; jusqu'en 1905, il se consacre à l’enseignement de l’art. Eugène Carrière, qui enseigne aussi chez Ferdinand Humbert, l'ancien atelier Cormon, au 104, boulevard de Clichy et à l'académie Camillo, cour du Vieux-Colombier, attire dans son académie de nombreux jeunes artistes en quête de liberté et d’indépendance. Ce lieu a pour originalité d’être le vivier des futurs « fauves » et l’un des premiers ateliers mixtes de Paris.
Il est nommé chevalier de la Légion d'honneur en 1889, puis promu officier en 1900.
Il séjourne de manière régulière pendant l'été avec sa famille chez Raymond Bonheur (1861-1939), compositeur à Magny-les-Hameaux, qui était le neveu de Rosa Bonheur (1822-1899).
Eugène Carrière est réputé pour ses clairs-obscurs en camaïeu à dominante brune et grise, estompant les formes tout en faisant ressortir les mains et les visages. Pour obtenir cet effet, « la toile est d'aspect lisse, au rendu quasiment porcelaine, et la profondeur du regard est rendue grâce au grattage de la toile par le manche du pinceau. »
Selon un de ses biographes, Charles Morice, Paul Gauguin a dit de lui : « Les belles couleurs, sans qu'on s'en doute, existent et se devinent derrière le voile que la pudeur a tiré dans ses œuvres. Ses fillettes conçues d’amour évoquent la tendresse. Chez lui, les mains saisissent et caressent. » Ses détracteurs voient en son œuvre une forme de sentimentalisme désuet et répétitif. La critique anglo-saxonne, revenant sur ce jugement, perçoit dans cette œuvre, la transition fondamentale entre tradition et modernité : sa lithographie Sommeil (1897) confine presque à l'abstraction — ou du moins à une forme d'expressionnisme — et la plupart des peintres fauves, qui paradoxalement explosèrent la gamme chromatique, passèrent par son atelier.

## Famille

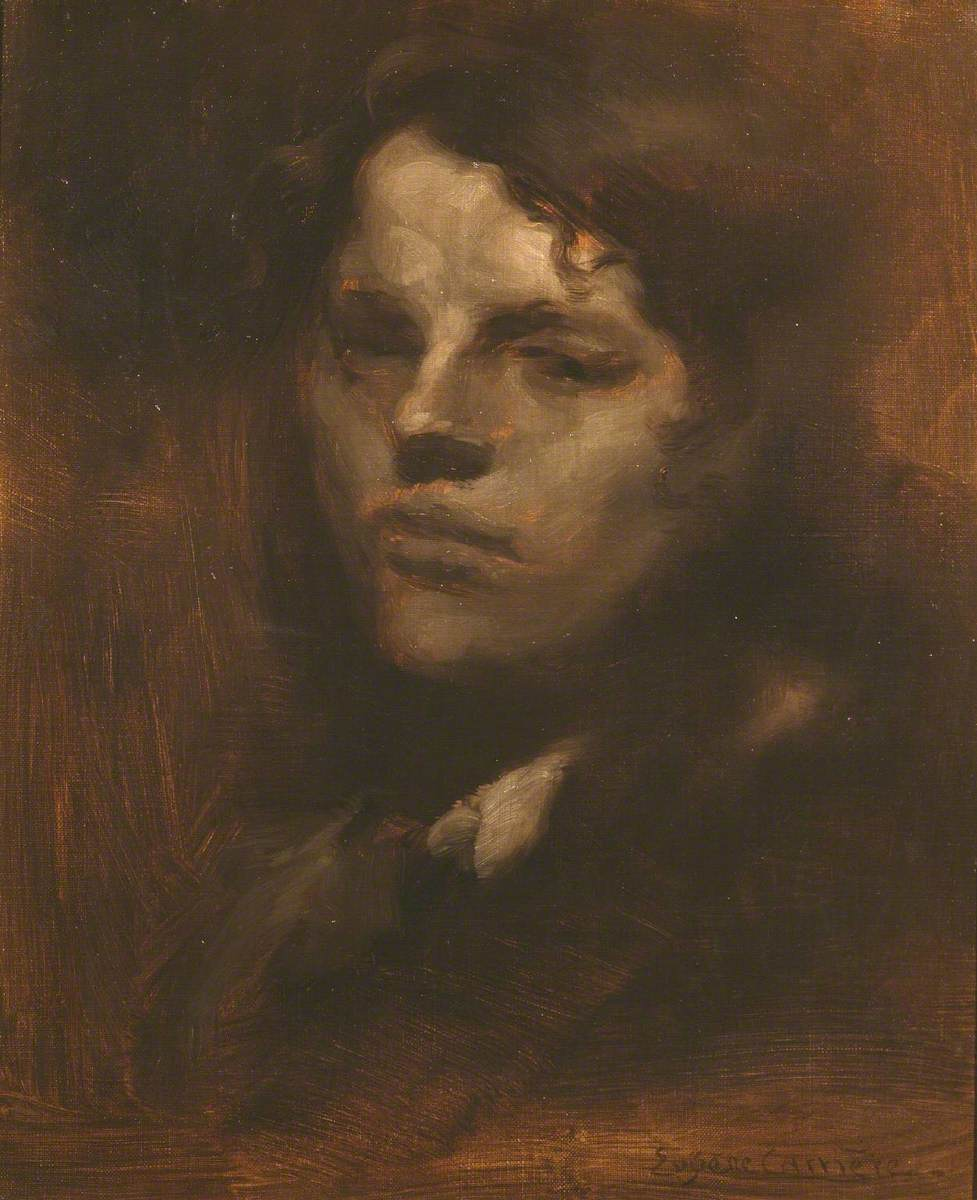
sa fille Nelly

Il était le frère d'Ernest Carrière (1857-1908), peintre céramiste. Élève et collaborateur du céramiste Théodore Deck, Ernest Carriere fut chef des ateliers de décoration à la manufacture nationale de Sèvres. Il épousa en 1883 Alice Bouron (modèle du tableau La Toilette d'Eugène Carrière, conservé au musée d'Arts de Nantes) dont il eut au moins un fils, Camille Carrière, chirurgien.
Eugène Carrière et sa femme Sophie eurent cinq enfants qu'il a souvent peints.
Leur fille aînée Nelly Carrière (1886-1971) sera sculptrice. Avec son second époux, l’homme politique Jacques-Louis Dumesnil (1882-1956), ils donneront naissance à Jeannie Dumesnil (1926-2000), qui sera peintre.
Leur troisième enfant, Jean-René Carrière (1888-1982), sera peintre et sculpteur.

## Citation
« Dans ce moment si beau et si court l'homme est maître de son destin. Il peut vouloir la recherche de sa propre nature, découvrir son image dans ses semblables, jouir de la connaissance des causes profondes de la vie, ou se complaire à la satisfaction passagère des apparences. La lassitude et la tristesse des voyageurs de la mauvaise route nous disent que partout se trouvent la souffrance et la mort. Que du moins notre souffrance ait une raison haute et généreuse, qu'elle soit la préparation aux beaux lendemains. Les Poètes ont le sens du vrai chemin, ils savent les réalités invisibles que la vie nous dévoile au cours de notre labeur. »

— Toast d'Eugène Carrière au banquet de La Plume, 23 janvier 1904.

Œuvres d'Eugène Carrière
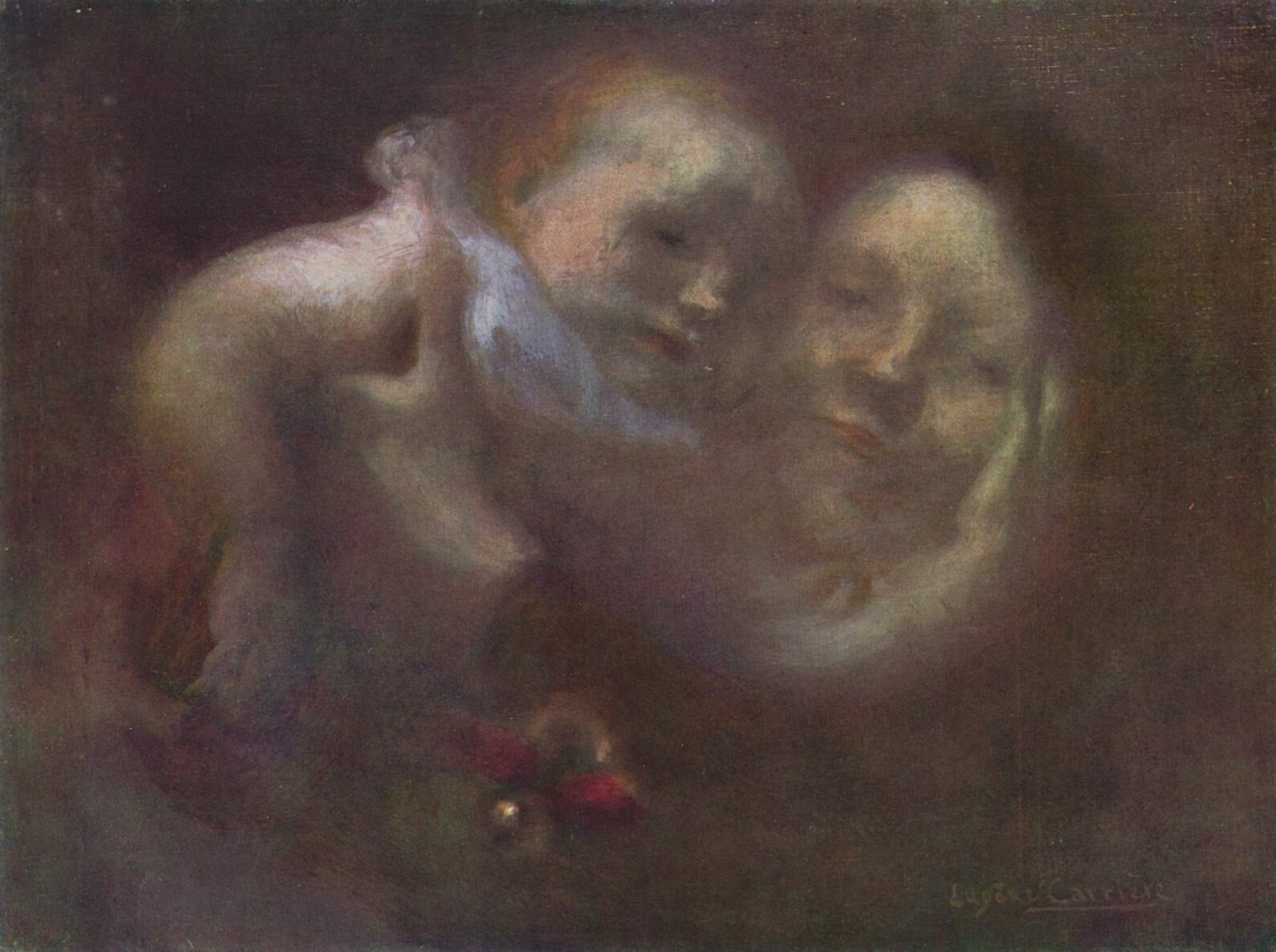
Maternité (vers 1890), musée des Beaux-Arts de Budapest.
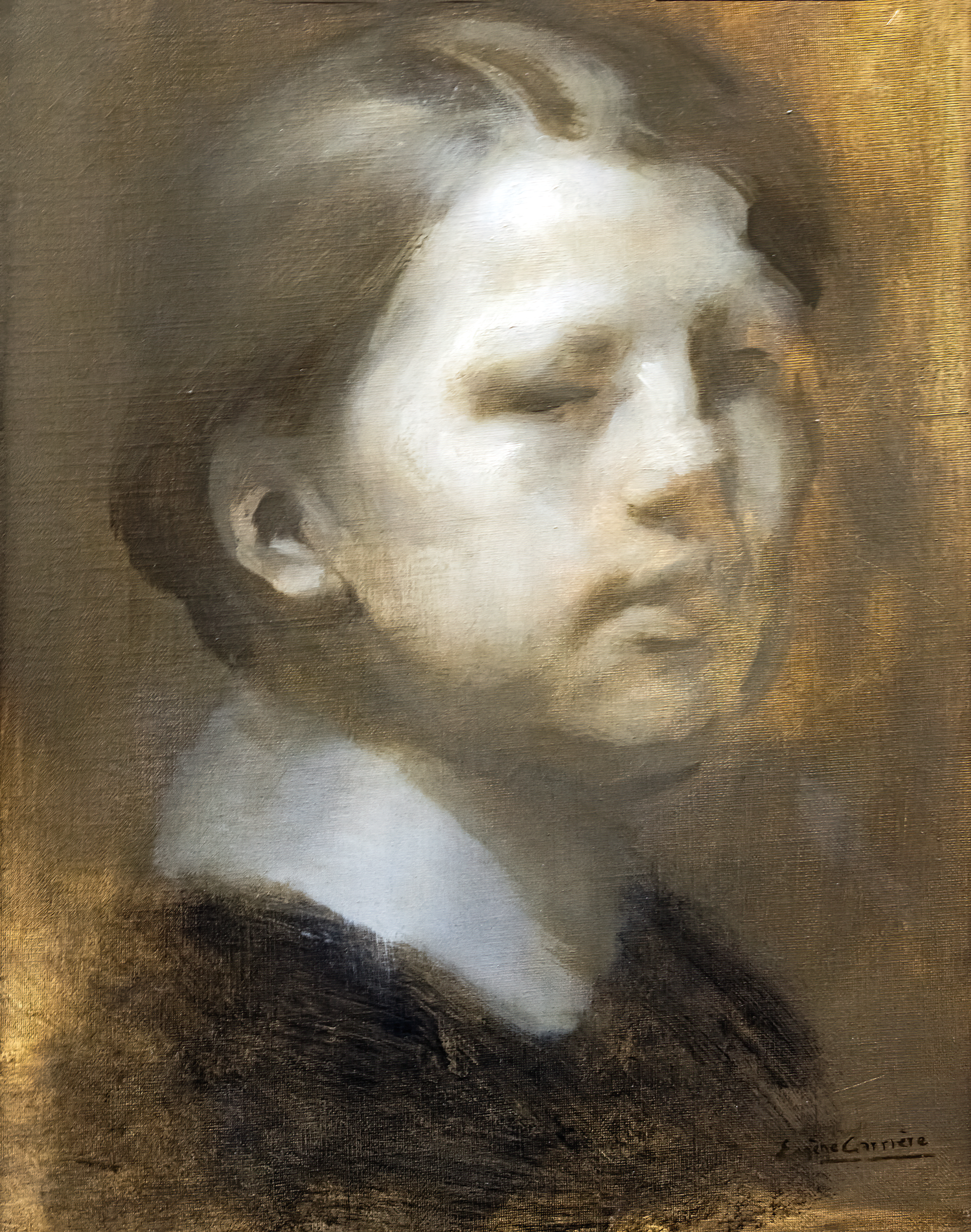
Portrait de René Carrière (le fils du peintre), huile sur toile, musée Toulouse-Lautrec.
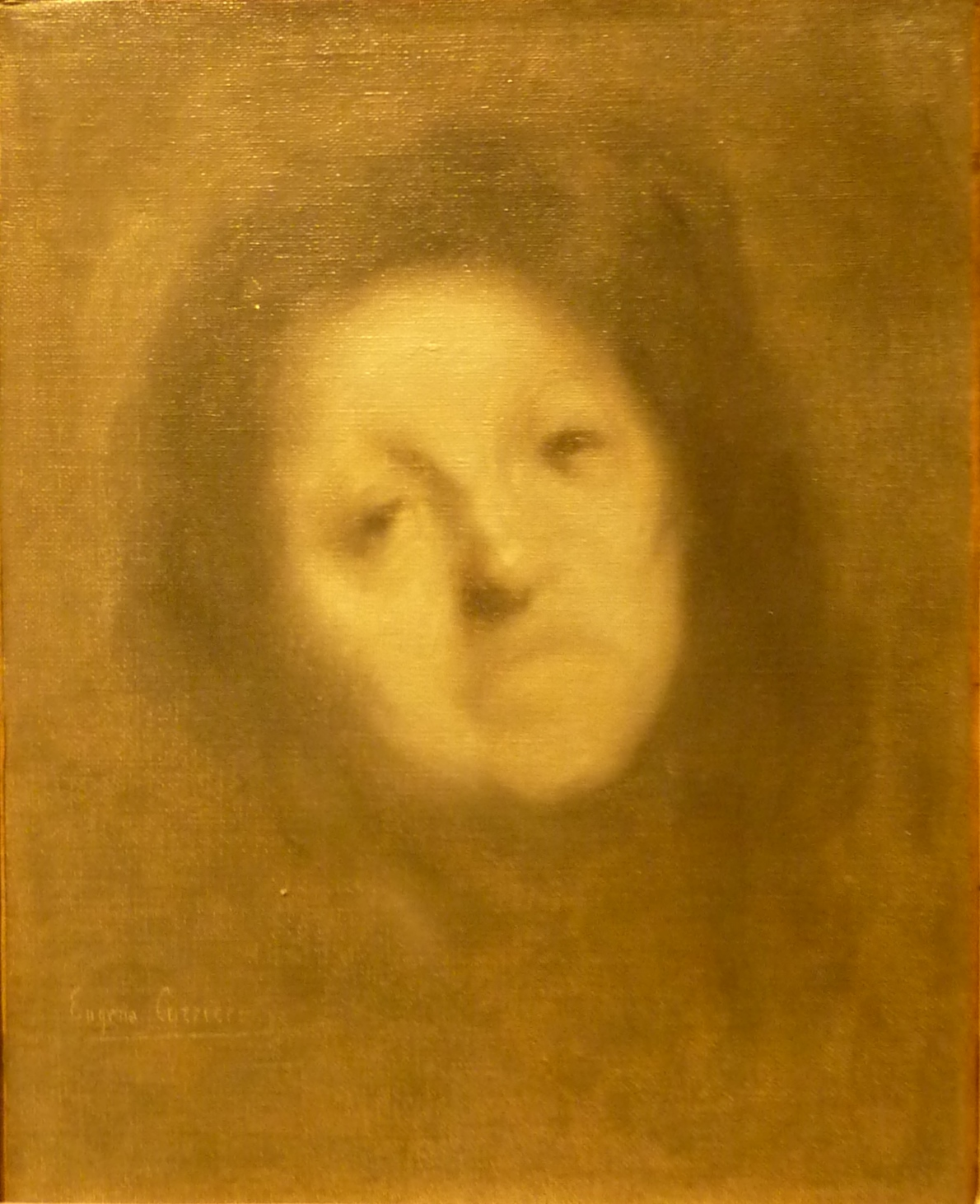
Portrait de femme, musée des Beaux-Arts de Brest.
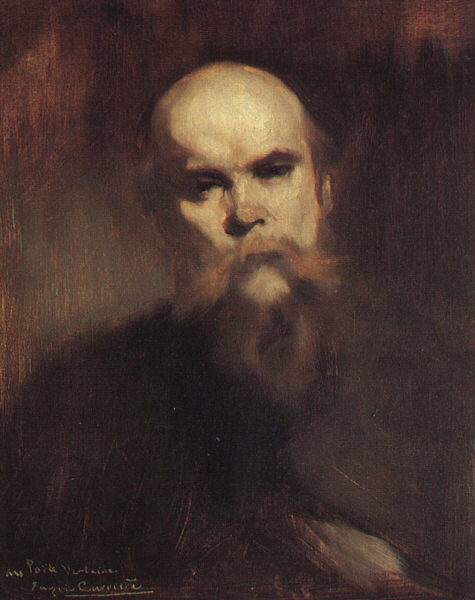
Portrait de Paul Verlaine (1890), Paris, musée d'Orsay.
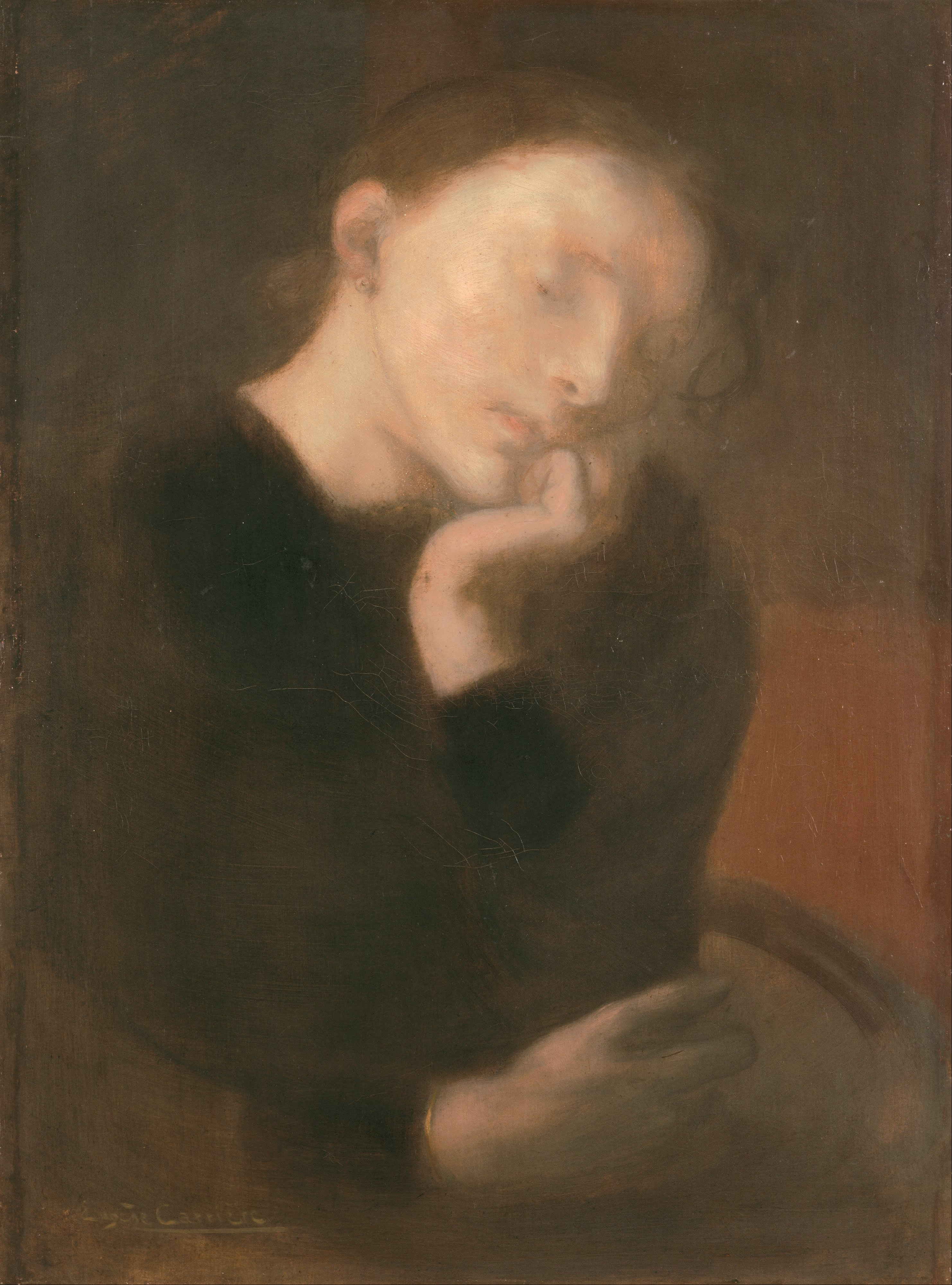
Méditation (1890-1893), Kurashiki, musée d'Art Ohara.
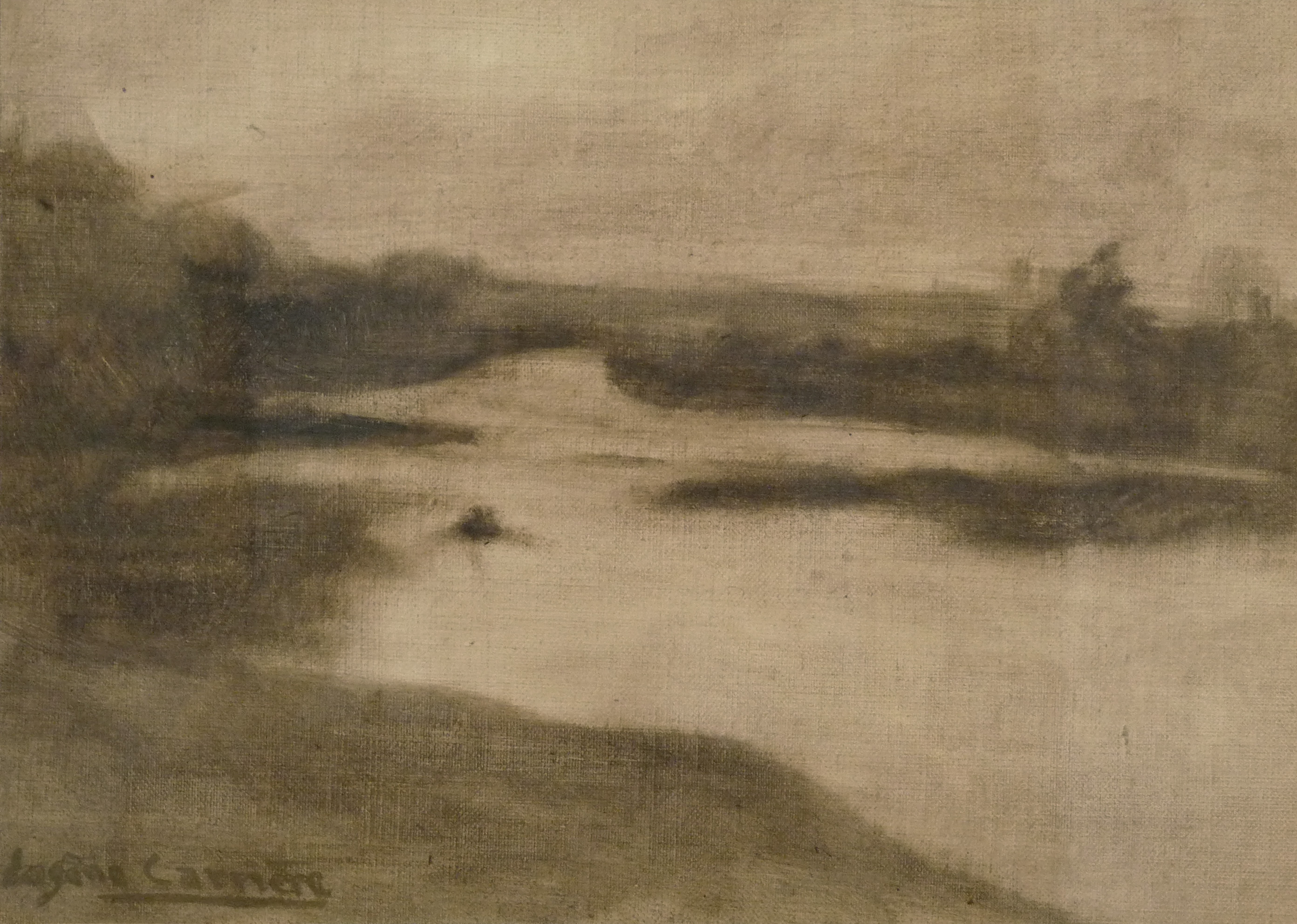
Paysage avec large rivière (1906), musée d'Art moderne et contemporain de Strasbourg.

## Collections publiques

### En Allemagne
- Brême, Kunsthalle :
  - Tendresse, 1890, huile sur toile ;
  - Jeune mère, vers 1899, huile sur toile, 65 × 55 cm.

### Aux États-Unis
- New York, Metropolitan Museum of Art.

### En France
- Albi, musée Toulouse-Lautrec :
  - Portrait de Mme Arthur Fontaine, huile sur toile ;
  - Portrait de Gustave Geffroy, 1891, huile sur toile ;
  - Portrait de René Carrière, (Le fils du peintre), huile sur toile.
- Clermont-Ferrand, musée d'Art Roger-Quilliot : Méditation, vers 1900, huile sur toile, 33 × 41 cm.
- Bordeaux, musée des Beaux-Arts:
  - Portrait de la dernière fille de l'artiste, Arsène, 1905, huile sur toile, 55 x 33 cm.
- Dijon, musée des Beaux-Arts :
  - Portrait de Madame Caplain et sa petite-fille, vers 1896, huile sur toile, 172 × 115 cm ;
  - Portrait du docteur Léon Gorodiche, vers 1902, huile sur toile, 46 × 38 cm ;
  - Le Docteur Léon Gorodiche et sa famille, vers 1903, huile sur toile, 38,8 × 43,6 cm.
- Douai, musée de la Chartreuse :
  - Portrait d'enfant en costume d'Alsacien, 1875-1880 ;
  - Enfant à l'ombrelle et au shako, 1877 ;
  - La Lecture, 1887-1888 ;
  - Femme à la fleur rouge (Madame Carrière), vers 1887 ;
  - Tête de jeune fille (Élise Carrière, sa fille), 1887-1888 ;
  - Mélancolie (Madame Carrière), 1888 ;
  - Femme et enfant autour d'une table, vers 1892 ;
  - Femme assise au bracelet, 1892-1895 ;
  - Profil de femme, 1895-1900 ;
  - Imploration, 1896 ;
  - Maternité, vers 1900 ;
  - Les petits Pieds, scène maternelle, 1900 ;
  - Magny : la meule, vers 1901 ;
  - Étude pour le portrait de Lucienne Bréval, vers 1904.
- Gournay-sur-Marne, musée Eugène-Carrière[12].
- Gray, musée Baron-Martin : Sans titre (Portrait de femme), attribution, estampe.
- Grenoble, musée de Grenoble : Tendresse.
- Lille, palais des Beaux-Arts : Portrait de Madame Carrière.
- Lyon, musée des Beaux-Arts : Portrait de la famille d'Ernest Chausson.
- Paris :
  - musée Bourdelle : Tête de jeune fille dans un paysage, étude pour La Jeunesse, vers 1897-1901, huile sur toile ;
  - musée d'Orsay :
    - Portrait d'Alphonse Daudet et de sa fille,
    - Intimité ;

  - musée Rodin :
    - Figure vue de dos se peignant, vers 1889, huile sur toile[17],
    - Le Théâtre de Belleville, vers 1887, huile sur toile ;

  - Petit Palais : Les Âges de la vie, cycle de quatre tableaux, 1897, huile sur toile.
- Pau, musée des Beaux-Arts :
  - Priam aux pieds d'Achille, morceau de concours pour le prix de Rome de 1876, huile sur toile[18].
- Roanne, musée des Beaux-Arts et d'Archéologie
  - Paysage urbain, huile sur toile, deuxième moitié du 19e siècle
- Saint-Cloud, musée des Avelines : important fonds d'œuvres d'Eugène Carrière, donation Oulmont[19],[20].
- Toulon, musée d'Art.

### En Grèce
- Athènes, Pinacothèque nationale : Portrait d'un homme, huile sur toile, 55 × 38 cm[21].

### Au Japon
- Tokyo, musée national de l'Art occidental :
  - Portrait de Clemenceau, 1889, huile sur toile.
  - Autoportrait, vers 1895-1900, huile sur toile.

## Quelques élèves
- Maurice Boudot-Lamotte
- André Derain
- Henri Matisse
- Jean Puy
- Octavie Charles Paul Séailles
- Valentine Val
- Lluïsa Vidal et Puig

## Expositions
- D'avril à mai 1891 : Paris, galerie Boussod et Valadon, exposition personnelle.
- 2006 : Paris, musée d'Orsay, exposition consacrée aux relations entre le peintre et Rodin.
- Du 4 juin au 14 août 2006 : musée départemental de l'École de Barbizon, Les échanges philosophiques et artistiques sur l'art du paysage, à l'occasion du centenaire de la mort du peintre.
- 2013 : musée de la Chartreuse de Douai, exposition des œuvres d'Eugène Carrière de la donation Philippe-Denis.

## Distinctions
- Officier de la Légion d'honneur[22].

## Hommages
- Une statue lui rend hommage place Claude-Nougaro (18e arrondissement de Paris).
- Le collège de Gournay-sur-Marne porte son nom.